# Pra (Oka)
Die Pra (russisch Пра) ist ein 167 km langer linker Nebenfluss der Oka im europäischen Teil Russlands.

## Verlauf
Die Pra entspringt im Swjatojesee (russisch Озеро Святое, Osero Swjatoje) an der Grenze der Oblaste Moskau und Rjasan. Sie verlässt den See an seinem südwestlichen Ende und fließt in südwestlicher Richtung entlang der Grenze der Oblaste. Bereits nach etwa 12 km biegt sie in südliche Richtung ab und fließt nun auf dem Gebiet der Oblast Rjasan durch die Meschtschora-Tiefebene.
Hier durchfließt sie den Sokorewosee (russisch Озеро Сокорево, Osero Sokorewo) und den Martynowosee (russisch Озеро Мартыново, Osero Martynowo). Der Fluss fließt nun in Richtung Osten und erreicht Spas-Klepiki. Hier biegt sie nach Süden ab und fließt nun durch teils dichten Nadelwald. Der Fluss bildet zahlreiche Altarme aus und nimmt viele kleinere Bäche auf, die das sumpfige Gebiet entwässern.
Beim Dorf Deulino wendet sich die Pra in östliche Richtungen. Von nun an fließt sie auf dem Gebiet des Oka-Naturreservats (russisch Окский заповедник, Okski Sapowednik). Nach der Einmündung der Kad biegt sie erneut in Richtung Süden ab und durchfließt die waldreiche zentrale Oblast Rjasan. Östlich von Kidusowo wendet sie sich wieder nach Osten. Sie mäandriert nun sehr stark und spaltet sich immer wieder in mehrere Arme auf. Etwa 30 Kilometer südwestlich von Kassimow erreicht sie schließlich die Oka.

## Hydrologie und Tourismus
Die Pra weist ein durchschnittliches Gefälle von 0,141 m/km auf und ist zwischen 20 und 25 Metern breit. Der Fluss friert Ende November zu und bleibt bis in den April unter Eis. In der eisfreien Zeit wird er von Bootswanderern touristisch genutzt.